# Фэндом The Sims

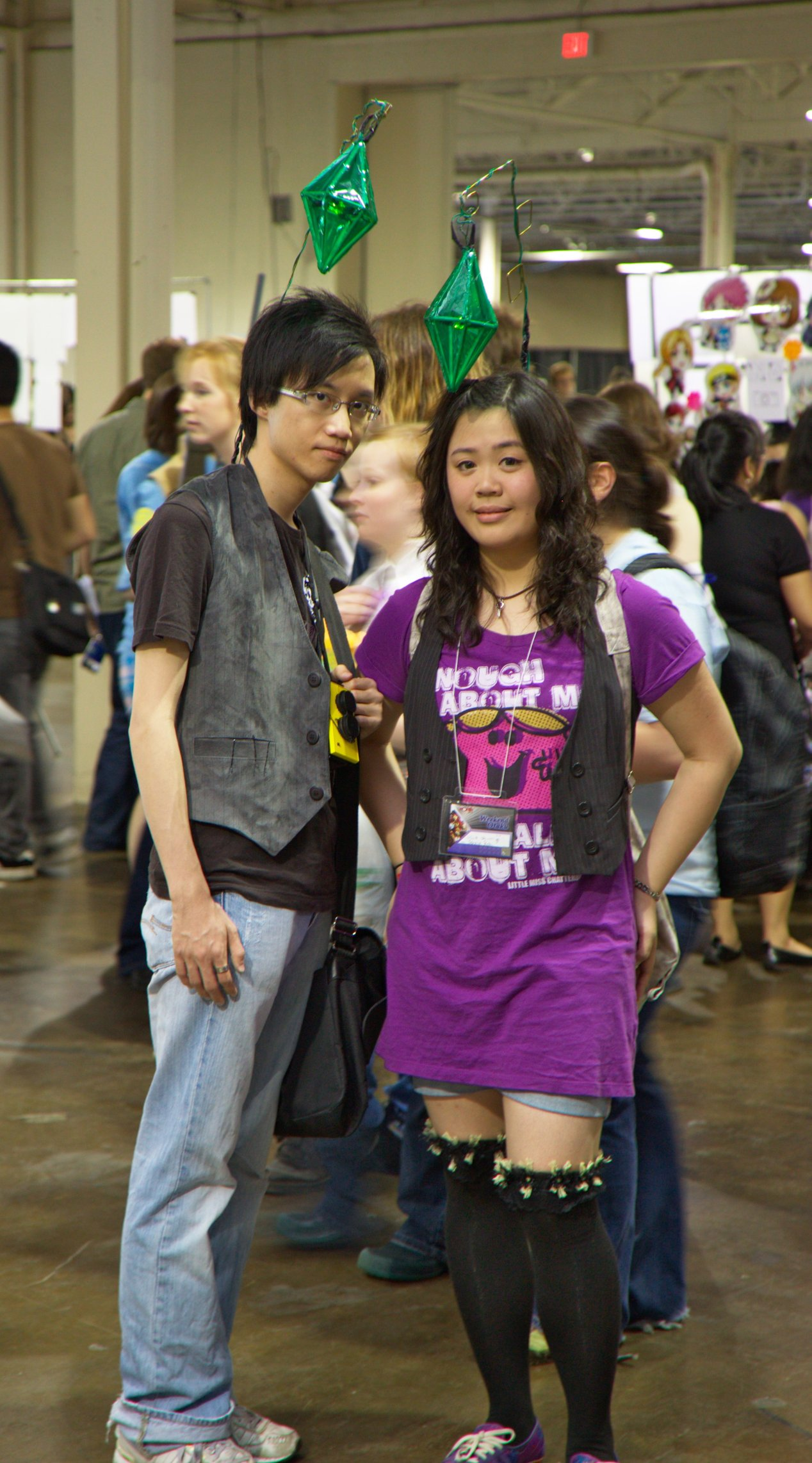
Косплей симов, 2010 год. Над их головами висят «пламбобы»

Серия игр The Sims является крупной игровой франшизой для персональных компьютеров и популярнейшей франшизой, чья основная игровая аудитория состоит из женщин. Серия сумела собрать вокруг себя одно из крупнейших интернет-сообществ и крупнейшее в мире сообщество моддеров. Оно было признано культурным феноменом. Фендом The Sims играет одну из ключевых ролей в женской гик-культуре, формируя вокруг себя крупнейшее женское интернет-сообщество. Игры серии The Sims стали основной площадкой, где дизайнеры- новички или любители публиковали пользовательские материалы, сама серия связана с зарождением цифровой фэшн-культуры.
Игрок The Sims называется симмером (англ. Simmer). Важное отличие симмеров от остальных фанатских сообществ заключается в том, что основным предметом их интереса выступает не сам игровой процесс или обсуждение внутриигрового вымышленного канона, а творческая деятельность, завязанная вокруг игры.
Симуляторы The Sims выступают излюбленной площадкой для пользователей, создающих вымышленные истории, в том числе любительские видео-машинимы. Сообщество The Sims подразделяется на множество малых групп, чьими основными темами выступают способы отношений, стиль, культура, образ жизни и пересечение с другими фэндомами, которые могут воссоздавать свои вымышленные миры и персонажей с применением пользовательских модификаций. Фактически ядро игрового сообщества симмеров формируют любительские дизайнеры и рассказчики/сценаристы.

## Описание
Франшиза The Sims сумела собрать вокруг себя одно из крупнейших фанатских сообществ буквально сразу после выхода первой The Sims, только в 2000-х году, в интернете уже работало 200 фан-сайтов на 14 языках, которые регулярно посещали пол миллиона пользователей. С выходом The Sims 2 сообщество значительно выросло. Фанаты также создавали тематические вики-проекты, например sims-wiki. Помимо специализированных сайтов, основными площадками для обсуждения игры или демонстрации созданного контента выступали Живой Журнал, WordPress в 2000-х годах и Tumblr, Twitch, Tik Tok, Youtube в 2010-х годах.
Игроков The Sims называют «симмерами» (англ. Simmer). Они не являются частью субкультуры геймеров и чаще всего не интересуются шутерами, платформерами, файтингами, гонками или ролевыми играми. Однако такие игроки могут также интересоваться играми серии Animal Crossing и Nintendogs. Симмеры скорее напоминают традиционные фанатские сообщества, в значительной доле состоящие из женщин.
Поклонники The Sims также отличаются тем, что формируют в своих сообществах более дружественную атмосферу. Игроки The Sims заинтересованы не в победе, а в погружении в игровой процесс, создании историй и построении окружающего мира. Основные темы внутри фендома касаются не только обсуждения разработки или игрового процесса игры, но и дизайн игрового контента, создание персонажей, зданий, а также истории для их публикации в виде комиксов или машиним. Значительная часть симмеров — творческие личности и создающие наибольшее количество пользовательского контента, чем как каким либо другим играм. Для них The Sims является скорее площадкой для идей и самовыражения, нежели для развлечения.
При этом возможность разными способами играть в The Sims позволяет условно классифицировать симмеров на несколько категорий, среди которых выделяются прежде всего любители заниматься строительством/интерьером, рассказчики, любящие играть за персонажей шоу или фильмов, исследователи, любящие испытывать возможности симуляции или отправляться в приключения, а также садисты, любящие убивать персонажей или издеваться над ними. Игроки в целом либо склонны стремиться к заработку внутриигровых денежных средств, чтобы нажить состояние и стать хозяевами игрового мира, или же они заинтересованы в образовании связей, отношений, формировании семьи/домашнего быта. Среди остальных категорий также выделяются любители виртуальных романов, в том числе тех, кто в качестве предмета любви создаёт копии реальных людей или вымышленных персонажей. Данному факту также способствует сексуальная свобода, позволяющая формировать однополые отношения или полигамию. Другая категория игроков — любители эротики и порнографии, прибегающие к использованию модификаций, убирающих цензуру. Также The Sims большой популярностью пользуется у фанатов виртуальных питомцев и выступают удобной площадкой для различных субкультур, а также фэндомов, позволяя с помощью пользовательских модификаций воссоздавать любимых персонажей из фильмов или сериалов.
Начиная с 2015 года, EA Games организовывает мероприятие Simmers Meetup в разных городах США, где разработчики The Sims проводят встречу с многочисленными поклонниками франшизы, в том числе с сим-ютуберами и создателями неофициального контента.

### Стриминг/видеоблоггинг
В 2010-е годы, на сайте Youtube появилось множество каналов, посвящённых частично или полностью обзору игр The Sims и связанному контенту. Самые популярные каналы собирают вокруг себя зрительскую аудиторию в сотни тысяч или несколько миллионов человек. 9 из 10 самых популярных англоязычных сим-блогеров — женщины. Сим-блогеры в том числе формируют крупнейшее женское сообщество видеоблогеров.
Основные темы сим-блогеров — либо прохождение игры, или же творческая деятельность, демонстрация созданных участков. Большой популярностью пользуются так называемые челленджи или испытания. Видеоблогер принимает определённые правила. Например они могут касаться игры за поколения симов, формируя семейную династию, выживание в дикой среде или в качестве бездомного и прочие испытания. При этом сим-блогеры в качестве основной площадки выбирают Youtube и избегают Twitch из-за разности их игровых аудиторий, последние из которых предпочитают видеть мужских видеоблогеров.

## Создание историй и машиним
Игры The Sims выступают любимой площадкой для создания игроками разных историй в виде комиксов или точнее «гемиксов», а также видео-роликов «машиним». Создание историй наряду с моддингом выступает также одним из главных столпов симмеров. Такая популярность sims-машиним объясняется природой самого игрового процесса The Sims, позволяющей в теории создавать почти бесконечные варианты историй, в то время, как большинство игр строго ограничены линейным прохождением и ограниченным выбором действий. На создание одного ролика может уходить от нескольких дней до нескольких месяцев, в зависимости от продолжительности фильма и его сложности. В целом это сложная задача, так как требует от режиссёра модифицировать и настраивать игровые файлы для получения убедительного результата. Для создания качественной машинимы требуются хотя бы базовые навыки программирования, дизайна и режиссуры.
На создание одного видеоролика может уйти от нескольких недель, месяцев, до нескольких лет, если речь идёт о полнометражном фильме или сериале. Сам режиссёр для создания правильных сцен должен часто прибегать к ухищрениям, «обманывать» игру и даже убивать симов для создания эффектных сцен. Однако для полного контроля над сценами, режиссёру требуется установка специализированных модов, позволяющих например контролировать такие аспекты, как поведение симов, их эмоциональное состояние или погодные условия. Также режиссёр для создания дополнительных визуальных эффектов может использовать такие инструменты, как Mirillis Action, OBS или GeForce Experience. Самые успешные машинимы становились коммерчески успешными. Некоторые авторы машиним в итоге сами в дальнейшем пошли работать в игровую индустрию. Самым известным создателем машинимы принято считать Реми Марочелли, создавшем на движке The Sims 4 серию машиним о Белле Гот.

### История
Уже после выхода первой The Sims, игроки создали несколько сотен тысяч визуальных романов, историй или автобиографий. Как правило такие истории прилепляли скриншотами из игры. Выход The Sims 2 сделал эту практику ещё более массовой, настолько, что The Sims 2 стала самым популярным инструментом по созданию машиним, обгоняя по популярности специально предназначенные для этого программы. Уже через год после выхода второй части The Sims, в интернете было опубликовано более 4000 машиним, за следующие несколько лет их количество исчислялось десятками тысяч. Само слово «машинима» стало в итоге у сторонних пользователей в 2000-х годах ассоциироваться с фанатскими роликами на движке The Sims. Машинимы The Sims 2 в стиле эмо-поп были одним из доминирующих жанров на тогда ещё новой платформе Youtube. Редакция Polygon назвала музыкальные фанатские ролики со сценами из The Sims 2 важной частью интернет-культуры нулевых годов. Даже через 20 лет, многие машинимы продолжают создаваться с участием The Sims 2. Создатели машиним часто, нарушая авторские права, использовали музыкальные клипы известных певцов. Клипы на симлише создавали в том числе официально EA Games. Так, клип Smile от Лилли Аллен признан самым первым музыкальным клипом на симлише книгой рекордов Гиннеса.
По состоянию на 2009 год, только на официальном сайте The Sims было опубликовано более 125000 историй, с прикреплёнными иллюстрациями или видео. Как правило это короткометражные видео, но иногда это могли быть и сериалы. Такие ролики выкладывались в основном на Youtube. В 2000-х годах, помимо Youtube, любимой площадкой также выступал специально созданный сайт Machinima.com, а также сайты Atomfilms или Ifilm.
Машинимы к The Sims 2 в том числе создавала студия Rooster Teeth в виде комедийных короткометражек в стиле реалити-шоу. EA Games совместно с университетом южной Калифорнии организовала первый фестиваль «The Sims 2 Student Life Movie Contest» для создателей машиним. Начиная с 2010 года, при поддержке EA Games проводился фестиваль The Sims Mashinima Film Fest, где демонстрируются фильмы, созданные с помощью игр, в основном The Sims.

### Сюжет и жанр
Ранние машинимы отражали ценности поколения Y и затрагивали тему, связанную с современной поп-культурой. Самый популярный сюжет — это жизненная история, далее по популярности следуют мелодрамы, трагедии и реже комедии. Чаще всего автор рассказывает о вымышленном герое, но вкладывает в него и неё часть своей личности или жизненного опыта. Машинимы также могут выпускаться в виде сериалов в стиле реалити-шоу или посвящены семейным династиям. При этом практически все истории, как и сами игры The Sims — отражают мир американской субурбии, жанр гемиксов и машиним можно чаще всего описать, как американский ситком, сюжет затрагивает представления автора истории об идеальной семейной жизни, чья идиллия нарушается некоторыми девиантными или противоречивыми аспектами. Также популярные истории связаны с совмещением ситкома с элементами фантастики, попадание главных героев в мистические ситуации. Сами герои являются как правило ярким воплощением гендерных, этнических стереотипов людей с загородной ментальностью. Истории повторяют стандартную американскую парадигму телевизионной продукции. Сюжеты часто затрагивают тему романтики и развития отношений между двумя главными героями.
Многие создатели машиним и гемиксов сами принадлежат к другим фэндомам и поэтому могут использовать The Sims, как площадку по созданию историй — фанфиков, связанных с их любимыми актёрами, музыкантами или произведениями. История также может воспроизводить историческую эпоху, вестерн, мир фэнтези, научной фантастики/постапокалипсиса. Игры The Sims даже используются для создания эротических/порнографических роликов. Создателей машиним могут критиковать и высмеивать за злоупотребление некоторыми сюжетными тропами, например превращение бедного/толстого героя в богатого/худого, внешне харизматичный, но слабо прописанный мужской персонаж, супружеская измена с дворецким/горничной, подростковая беременность, роман с вампиром итд..
Начало 2020-х стало кризисным периодом для создателей машиним из-за «перенасыщения» интернета однотипными видеороликами. Создателей машиним стало слишком много, чтобы им удавалось набирать достаточное количество просмотров, а зрители стали уставать от самых популярных жанров и сюжетных троп. По этой причине создатели машиним всё чаще стали прибегать к нестандартным темам, например комедии в попытке набрать больше просмотров. Многие создатели были активны ещё со времён The Sims 2, а некоторые из них по прежнему предпочитали создавать видео на движке Sims 2.

## Демография симмеров
Наибольшее количество игроков The Sims приходится на США, затем идёт Германия и Великобритания. Однако такая статистика не учитывает владельцев пиратских копий. Фанатские сообщества также имеются в Индии, Китае и Латинской Америке. 

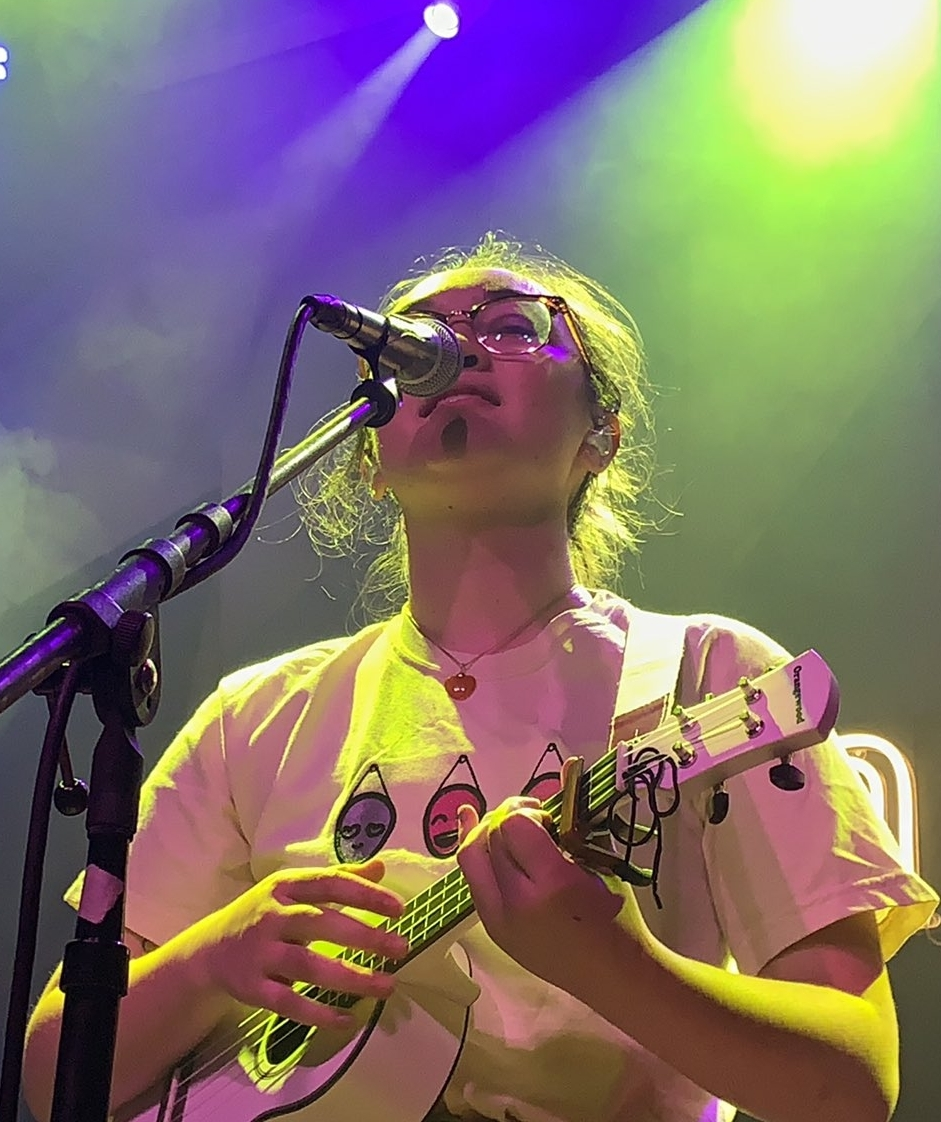
Американская певица Mxmtoon назвала себя заядлой фанаткой The Sims, потратившей более 1000 часов на игру.

Сообщество симмеров состоит в основном из людей, не принадлежащих к основной субкультуре геймеров, многие из которых и вовсе раньше не интересовались компьютерными играми. Аудитория The Sims также в целом более склонна проявлять интерес к тем или иным общественным проблемам в сравнении с игроками остальных игр. Большая часть игровой аудитории симулятора жизни состоит из женщин или точнее девочек-подростков. Также игровую аудиторию формируют взрослые женщины, матери старше 45 лет, играющие в отсутствие детей или пожилые люди — бабушки и дедушки, которые могут играть совместно с их внуками. В итоге многие из таких игроков раннее вообще не играли в компьютерные игры. Из-за вышеописанного, сообщество The Sims в противовес остальным геймерским сообществам сформировалось в целом, как женоцентричное. Доля женщин среди игровой аудитории оценивается как минимум в половину. The Sims — это также самая популярная игровая серия с основной женской аудиторией. По данным на 2008 год, 32% из всех женщин-геймеров, играли в The Sims, обойдя по популярности такие игры, как GTA (20%) и Super Mario (13%), при этом 15% женщин-игроков играли исключительно в The Sims в противовес 1% мужских игроков.
The Sims рассматривается, как «женская игра», серия доказала, что женщина также может увлекаться компьютерной игрой, а фендом The Sims наряду с цифровыми с сообществами цифровых настольных игр образует важную составляющую женской интернет-культуры и которая во многом базируется на возможности мерить наряды на цифровых моделях женских персонажей. Начиная с середины 2010-х годов, среди игровой аудитории также заметно выросла доля чернокожих женщин, в основном за счёт увеличения числа неофициального пользовательского контента, предназначенного специально для них.

### Симмеры-мужчины
Мужские игроки тоже могут быть активными участниками фендома The Sims, в том числе в художественных и дизайнерских сообществах. Существует мнение, что способ игры среди мужских и женских игроков кардинально отличается. Например, что если женские игроки заинтересованы в творчестве, романтике и воссоздании семейного быта, то мужчины наоборот ищут стратегические испытания, устраивают хаос или убивают симов. Однако исследования, проведённые психоаналитиком Джеймсом Полом Джи показали, что хотя стиль игры явно разнится у отдельных игроков, их половая принадлежность практически не влияет на это, разве что кроме некоторых предпочтений интимного характера. Даже наоборот, было выявлено, что женские игроки склонны чаще мужских мучить симов и провоцировать несчастные случаи.
Оценка мужской части аудитории была всегда противоречивой, одни источники утверждали примерно о 60%, половине от всей аудитории, другие o трети или даже пятой части. Такие неоднозначные данные объясняются и тем, что играть в одну копию игры могут по несколько человек. По состоянию на 2008 год, физические лицензионные копии покупали чаще мужчины, однако в дальнейшем, в The Sims, также играли их подруги, родственницы или жёны. Часто мужские хардкорные игроки, купившие копию The Sims утверждали, что быстро теряли интерес к ней. Также отрицательное влияние на достоверную статистику играет факт того, что многие мужчины играют тайно в The Sims, боясь столкнуться с непониманием и стигматизацией, особенно если в их круг общения входят хардкорные геймеры, рассматривающие слово «казуальный игрок», как симоним оскорбления. Мужские геймерские сообщества сформировали стереотип, что мужчинa-игрок должен быть хардкорным геймером, хотя как минимум 35% мужчин-игроков являются казуальными игроками. Эта ситуация обратна той, что игроки-девушки, увлекающиеся «типично мужскими» хардкорными играми сталкиваются со стигматизацией и поэтому играя в The Sims, они наоборот склонны предавать это огласке.

### Отношение со стороны геймеров
Франшиза The Sims, обладающая статусом «казуальной» и «девчачьей», сталкивается с достаточно предвзятым отношением у традиционных мужских «элитных» геймерских сообществ, считающих её нишевым продуктом, наделённым примитивным и бессмысленным игровым процессом и не имеющим основания называться полноценной компьютерной игрой. Сами люди, формирующие такое мнение либо не играли в The Sims, или же оказались не в состоянии освоить непривычный для себя её игровой процесс. В среде геймеров франшиза The Sims выступает источников шуток по поводу того, что в них можно управлять лесбийскими парами.

### Чёрное сообщество
Внутри сообщества симмеров существует также сообщество так называемых чёрных симмеров (англ. Black Simmer). Оно состоит в основном их чернокожих женщин афроамериканского и реже африканского происхождения и является крупнейшим игровым сообществом, собирающим людей данной демографической аудитории. При этом для данной группы свойственна в определённой степени обособленность и отстранённость от основного фендома, так как основная аудитория симмеров и в том числе сообщество моддеров, состоящее преимущественно из белых/европейцев, создаёт и ориентируется в целом на «белый» контент, неосознанно укрепляя его, как эталон нормальности и красоты внутри сообщества. Это создаёт в определённой степени дискомфорт чёрным игрокам. Поэтому они предпочитают общаться на отдельных форумах, самый активный из которых — black simmer, собрал более 150,000 подписчиков. Такие пользователи смотрят чёрных сим-ютуберов, самые популярные из которых набирают до 100,000 подписчиков. Хотя «чёрные» сим-группы существовали уже фактически с самого начала существования франшизы, как полноценное сообщество они начали формироваться после 2015 года. Это также повлияло на увеличение доли «небелого» пользовательского контента среди остального.
Также важное отличие чёрных симмеров от остальных заключается в том, что они проявляют более повышенный интерес к установке пользовательских модификаций, созданных специально для чернокожих по причине их недостатка в самих играх The Sims. Одновременно увеличение количества неофициального «чёрного» контента способствовало и дальнейшей популяризации The Sims у чёрных игроков. Недостаток в играх The Sims официального контента для чёрных выступает главным источником раздражения среди чёрных симмеров.
Увлечения чёрных симмеров в целом такие же, как и у основного сообщества — создание, публикация историй и «чёрного» пользовательского контента, однако также в своих увлечениях они совмещают опыт жизни в чернокожих сообществах и затрагивают темы, связанные с расизмом внутри сообщества симмеров и слабой представленностью чернокожих в серии The Sims. Между чёрным и основным сим-сообществом могут возникать недопонимания и конфликты. Часть чёрных симмеров выступает за то, чтобы белые игроки уделяли большее внимание расовому и культурному разнообразию при создании контента и симов, выражая недовольство избытком белых симов в галерее. В ответ белые игроки указывали на то, что от создания темнокожих симов и CC-контента для них сдерживает страх быть обвинёнными в их неуважительном и стереотипном изображении.

### ЛГБТ-сообщество

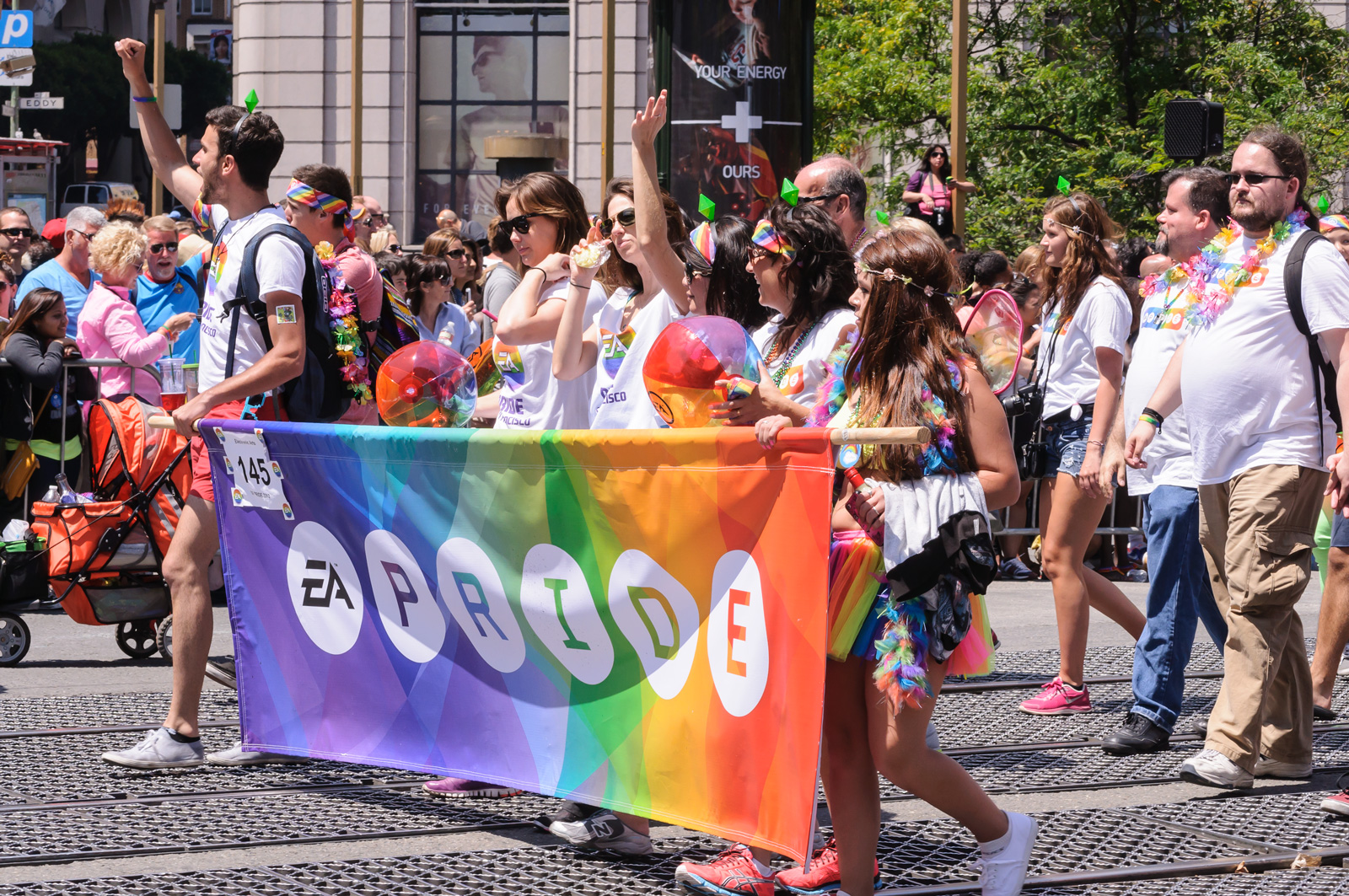
Симмеры принимают участие в гей-прайде, Сан-Франциско

Игры серии The Sims признаны игровой франшизой, самой дружелюбной и открытой к ЛГБТ-контенту. Ещё в 2000-е года, игры серии привлекали внимание у прессы за наличие однополых отношений, что было нонсенсом для компьютерных игр того времени. Благодаря тому, что вышеописанные симуляторы жизни позволяют практиковать свободные предпочтения и отношения, значительная доля сообщества симмеров формируют пользователи, причисляющие себя к субкультуре ЛГБТ. Несколько из редакций заметили, что игры The Sims оказали сильное влияние на целое поколение ЛГБТ-геймеров и даже стали важной вехой в истории репрезентации ЛГБТ-культуры.
Игры данной серии позволили многим подросткам осознать и признать свои подавленные гендерные и сексуальные предпочтения. The Sims также выступали безопасным пространством в том случае, если игроки были вынуждены замалчивать об этом в реальном мире. Для большинства лгбт-игроков, чьё детство и взросление пришлись на 2000-е года, созданные ими симы из The Sims были самыми значимыми лгбт-персонажами, которые они видели в компьютерных играх. Это касается не только игр, но и игровых сообществ. Некоторые фанатские форумы The Sims 2 в 2000-е стали первыми безопасными пространствами для ЛГБТ-игроков, которые через вымышленные истории делились своими романтическими и сексуальными предпочтениями. Некоторые из таких игроков в итоге стали писателями об однополых романах.
В интернете активны множество сайтов и форумов, завязанных на теме The Sims и ЛГБТ, а также публикующих тематический пользовательский контент. Основной фендом The Sims выделяется в целом нейтральным и положительным отношением к лгбт-контенту на фоне того, что остальные геймерские сообщества как правило глубоко гомофобны. Тем не менее в пределах основного сообщества симмеров преобладают истории с цис-гетеросексуальными симами и их отношениями, а также ориентированный на них контент. Поэтому истории включающие гендерных, сексуальных меньшинств и «квир»-контент публикуются как правило на отдельных сайтах или специализированных форумах.

## Обсуждение внутриигрового мира
Хотя игры серии The Sims представляют собой нелинейные виртуальные песочницы, каждая игра серии предлагает базовые семья со своими предысториями. При этом игрок может управлять данными семьями и фактически продолжать или менять дальнейшею судьбу данных персонажей. Часть фанатского сообщества The Sims в качестве основного предмета интереса выбирают обсуждение внутриигрового лора и то, как могла бы развиться история базовых семей. Самыми популярными остаются семья из The Sims 2 по причине того, что создатели уделили наибольшее внимание их проработке. Хотя предыстории с персонажами демонстрируются во всех частях, именно истории из второй части приобрели наиболее культовый статус в фанатском сообществе.
Наиболее популярные семья у фендома — Ньюби, Новосельские, Руми и другие. Однако самым популярным персонажем игровой вселенной остаётся по сей день Белла Гот и её муж Мортимер. Согласно лору The Sims 2, данный персонаж бесследно исчез, это в своё время стало причиной ажиотажа среди симмеров, которые разными способами стремились вернуть Беллу. Сайты Lifejournal и Wordpress в середине 2000-х годов были забитыми ветками об обсуждении исчезновения Беллы, породив своего рода культурный интернет-феномен. Также одни из самых популярных персонажей у фанатов — бабник Дон Лотарио, с которым популярно отыгрывать любовные интриги и измены, «госпожа Пьяная-Помятая» — скверная пожилая дама, нападающая на флиртующих персонажей. Фанаты также любят некоторых персонажей, впервые появившихся в The Sims 4, например это волшебник Моргин Эмбер за его харизматичный внешний вид или вампир Калеб Ваторе. С последним персонажем многие игроки любят заводить любовные отношения.

## Пользовательский контент
Сообщество The Sims выделяется тем, что начиная с первой игры The Sims создаёт наибольшее количество пользовательского контента из всех остальных существующих компьютерных игр и делится с ним с другими пользователями в интернете. Самые популярные предметы скачивают миллионы или даже десятки миллионов раз. Только в 2001 году 40 человек выпускали пользовательский контент, который скачивали 50000 человек. Через год это было уже 140 создателей, чьи предметы скачали пол миллиона игроков. 

Демонстрация различий во внешности сима при использовании пользовательского, или так называемого alpha-контента.

Возможность установки в игру пользовательского контента стала одним из ключевых факторов успеха франшизы. Создатели пользовательского материала являются главным столпом процветающего фанатского сообщества симмеров и стоят у истоков его формирования. С самого начала, разработчики игр The Sims поддерживали создателей пользовательского материала, даже ещё до выхода первой The Sims, создатели поощряли создавать пользовательские материалы ограниченной группе игроков, допущенной к бета-тестам.
Сообщество симмеров является самым ярким примером активного участия фанатов в доработке и модификацию игры. По примерным оценкам, до 90% всего материала к играм The Sims создаётся сторонними пользователями. Пользовательский контент без ведома их авторов также мог использоваться в пиратских копиях игр серии, особенно The Sims 2. На этой почве нередко возникали конфликты и споры.

### Площадки для пользовательского контента
Пользовательский материал доступен для скачивания на сотнях фанатских сайтов, где публикуются сотни или тысячи коллекционных объектов для игр и которые скачивают миллионы игроков. Крупнейшие фанатские сайты могут собирать до полумиллиона активных пользователей и предоставлять до сотни тысяч CC. Некоторые самые популярные предметы могут быть скачаны сотни, тысячи, или даже миллионы раз, таким образом The Sims являются первыми играми для массового рынка, ориентированными во многом на создании и использовании пользовательского контента. Все фанатские сайты The Sims так или иначе посвящены выкладыванию пользовательского контента.
Ещё с 2000-х годов самыми популярными фанатскими сайтами были The Sims Recource (TSR) или Mod The Sims (MTS). По состоянию на 2010 год, в TSR уже было загружено более 680,000 файлов пользовательского контента. TSR по состоянию на 2009 года считалась одним из крупнейших существующих фан-сайтов. Другой крупный сайт Mod The Sims скорее ориентировался на выпуск пользовательских модификаций. Многие известные создатели модификаций предпочитали создавать личные сайты, где публиковали свой контент. С 2015 года, пользовательский контент можно загружать на Sim File Share, файлообменник созданный специально только для загрузки CC к The Sims.
К 2020 годам значительная часть создателей контента была активна на площадках Tumblr и Patreon. Сообщество создало блоги, позволяющие быстро находить CC, самые известные из них — Llama CC Finds, Sims4Updates и Maxis Match World CC. Последний блог публикует материал только в стиле Maxis. В 2022 году разработчики The Sims совместно с Overwolf выпустили первый официальный сайт для публикации модов — CurseForge, в которой пользовательский контент проходит строгую модерацию на качество, а также создан интерфейс для отслеживания и скачивания обновлений для раннее скачанных CC.

### Характер пользовательского контента
Созданные сим-моддерами файлы представляют собой как правило одежду, аксессуары, причёски, перекраску кожи, глаз, предметы, мебель, архитектурные элементы и прочее. Данные предметы принято разделять на две основные категории: «Maxis» и «Alpha». «Maxis» выдержан в художественном стиле базовой игры The Sims. A «Alpha» — в авторском стиле создателя контента. С одной стороны предметы в стиле «Alpha» позволяют добиться большей реалистичности, с другой стороны они становятся причиной понижения производительности игры.
Ещё начиная с The Sims 2000 года было популярно создавать скины персонажей — копии известных, вымышленных личностей или супер героев. Скачивание CC и его демонстрация на созданных симах, зданиях или интерьере является одним из главных столпов сообщества The Sims. Тем не менее на данной почве нередко возникают конфликты из-за того, что некоторые создатели CC, указывая на авторское право, не желают, чтобы их контент использовали для демонстрации на сторонних ресурсах. Также установка модификацией, особенно из сторонних сайтов всегда несёт за собой определённые риски заразить компьютер вирусными программами. Практика создания и использования модификаций к Sims достаточно массовая, чтобы её можно было назвать одним из важных культурных феноменов в интернете. Пользовательский контент позволяет игроку обходить ограничения игры и воплощать в игре свои личные и скрытые вкусовые пристрастия. Сами разработчики The Sims также активно поддерживают создателей CC, выпуская периодически наборы инструментов, позволяющие загружать в игру контент без расширенного знания программирования.
Пользовательский контент, или «CC» призван не только улучшить игру в соответствии с капризами игрока, но и отражает культурные и социальные потребности игрового сообщества, которые не предоставляют оригинальные симуляторы, например модификации, позволяющие воспроизводить жизнь в густонаселённом азиатском мегаполисе. Большой популярностью также пользуются CC татуировоки, пирсинг, квир-аксессуары, предметы, отражающие самые модные тренды, этнические аксессуары. Ранние игры серии предлагали малый вариант разнообразия форм тела и данный недостаток также решался путём выпуска пользовательского контента, например костюмов для моделей плюс сайз. Другая категория создателей наоборот создают контент, отражающий идеалы красоты, женственность и сексуальную объективацию, создавая пользовательский контент для белых персонажей модельной, сексуальной внешности, или призванный придать женским персонажам более феминный облик, а мужским персонажам — маскулинный. Также популярными остаются объекты, связанные с определёнными элементами поп-культуры, известными музыкантами или актёрами. Изредка модификации затрагивали политические темы, например протесты против известных политиков, хотя данный контент оставался редкостью, так как неизменно вызывал горячие споры в интернете.
CC как правило либо отражают реальную культуру, или же наоборот, добавляют исторические, вымышленные, научно-фантастические, или фэнтезийные элементы в игру. В сообщество The Sims входит множество представителей других фендомов и субкультур, которые могут создавать персонажей из видеоигр, аниме, супергероики или воссоздавать тематику готики, вампирского фэтези, «Гарри Поттера», «Звёздных Войн», «Матрицы» и других медиа. Некоторые игроки используют модификации, чтобы придать участкам и персонажам экзотические черты, например поместить их во внеземной мир или характерные черты для определённой культурной и временной эпохи, превращая The Sims в своего рода цифровую версию ролевой игры. Некоторые фанаты The Sims используют пользовательский контент для воссоздания исторических или фантастических сцен, авторских или из известных произведений.

### Сообщество сим-моддеров
Сим-моддеры формируют крупнейшее в интернете сообщество моддеров, образованное из десятков тысяч пользователей, а также крупнейшею форму сотрудничества преимущественно между женскими пользователями в интернете. Сообщество можно назвать характерным примером культуры участия. Сообщество достаточно крупное, чтобы его сравнивали с сообществами, улучшающими продукты с исходным кодом или даже сообществом википедистов. Большинство создателей CC являются женщинами средних лет. Они в целом образуют значительную составляющую женского сообщества программистов и создателей программного обеспечения. Сим-моддеры также выделяются большим возрастным, культурным и этническим разнообразием, так как включают в себя пользователей из разных стран и которые несмотря на наличие некоторых языковых барьеров, могут между собой тесно сотрудничать. Помимо прочего в сим-моддинге активно принимают участие представители сексуальных меньшинств.
Сообщество сим-моддеров можно противопоставить остальным популярным сообществам моддеров компьютерных игр, например Half Life, которые склонны подавлять любые идеи, идущие вразрез с точкой зрения гетеросексуальных, мужественных и антиконформистских идей. Таким образом многие пользователи, увлекающиеся моддингом, но не попадающие в вышеописанную демографическую категорию, находят своё место в сообществе моддеров The Sims, вдобавок отсутствие у The Sims конкурентов приводит к тому, что сим-моддинг остаётся единственным выбором для таких пользователей. Помимо прочего, сим-моддеры могут совмещать практику моддинга и женских гендерно-стереотипных увлечений, таких, как дизайн одежды, макияжа, убранства дома и так далее. Вне данного сообщества такие моддеры рискуют столкнуться с непониманием и предвзятым отношением со стороны преимущественно мужского сообщества моддеров, поэтому фендом The Sims выступает для них комфортным пространством. Для участия в моддинге The Sims игроку не требуются продвинутые познания в программировании, так имеется множество специально созданных программ и инструментов, выпущенных в том числе и разработчиками. Энтузиасты составляют основную массу моддеров, также там задействованы полупрофессиональные программисты или даже разработчики-дизайнеры, рассматривающие моддинг The Sims как хобби между разработками игр.
При этом для многих авторов пользовательского контента, сим-моддинг выступает не просто в качестве хобби, а они могут посвящать ему значительную часть своего свободного времени. Согласно исследованиям ЕА, половина активных моддеров могли тратить более шести часов в неделю за созданием бесплатного контента для The Sims, a 12% из них тратили более 20 часов в неделю. Итан Моллик — адъюнкт-профессор Вартонской школы Пенсильванского университета заметил на примере моддеров The Sims и количества созданного ими CC можно убедиться, что игроки, добровольно дополняющие любимую игру «работают» значительно эффективнее большинства людей на оплачиваемой работе.

### Пользовательский контент и дизайнеры
Принято считать, что именно игры серии The Sims, а точнее The Sims 2 наряду с Second Life стоят у истоков формирования цифровой фэшн культуры. Уже в середине 2000-х игра привлекала множество дизайнеров-любителей, создававших для игры модные костюмы. Первые игры The Sims стали возможностью для дизайнеров-любителей без образования демонстрировать свои идеи. Они побуждали молодых девушек осваивать базовые навыки программирования и фотошопа, чтобы создавать модную одежду или предметы, осваивать навыки 3D моделирования, чтобы создавать мебель или осваивать навыки проектирования, чтобы демонстрировать созданные дома с качественной планировкой. В отличие от моддинга к другим играм, моддинг для The Sims не требует таких глубоких познаний в программировании и выступает чаще всего площадкой для творческого или дизайнерского самовыражения, поэтому в своём роде отражает современное народное искусство. Дизайнеры предпочитают публиковать свои творения на лично созданных сайтах. Многие такие сайты специализируются на выпуске узконаправленного контента, например скины персонажей или любая тематика, например связанная с жанром ужасов. Для создания такого контента, требуются навыки дизайна трёхмерных объектов и работы с графическими редакторами, например Adobe Photoshop. В итоге The Sims стала любимой площадкой для людей увлекающихся модным дизайном, но которые зачастую являются самоучками без образования. Они пока не пошли на обучение или не имеют такой возможности. Некоторые из создателей CC впоследствии всё таки становились профессиональными дизайнерами. Дизайнеры пользовательского контента для The Sims также могут общаться между собой, формировать общие проекты и в целом выступать важным ядром фанатского сообщества. Дизайнеры также могут выступать наставниками для неопытных новичков.
С создателями пользовательского контента сотрудничали в том числе известные дома моды. Например H&M воссоздала в своей коллекции одежду — мини-юбку, созданную моддером в рамках конкурса, проведённого EA Games в преддверии выхода каталога The Sims 2: H&M Fashion Stuff. Каталог к The Sims 2 H&M — это первый в истории DLC, посвящённый дизайнерской одежде, только через 15 лет продажа цифровой дизайнерской одежды, в том числе и для компьютерных игр станет новым феноменом в модной индустрии. Известно, что в 2020 году, дом моды Gucci сотрудничал с рядом создателей CC для выпуска неофициального каталога к The Sims 4.

### Платный контент
Некоторые создатели пользовательского контента требуют предоплату за скачивание своего материала. Данный факт в целом вызывал споры, так как это является нарушением лицензионного соглашения игры, которая запрещает коммерческое использование собственности электронного искусства, тем не менее разработчики не препятствовали создателям платного контента. Практика выпуска платного пользовательского контента началась ещё со времён первой The Sims. Тогда платный материал в основном размещался либо на сайтах создателей. Только в 2007 году работало более 50 цифровых магазинов пользовательской одежды или мебели к The Sims 2, некоторые их таких сайтов собирали до 10000 подписчиков. Также платный материал публиковался на сайте The Sims Recourse, выступавшей тогда крупнейшей площадкой по выпуску платного контента, где оплата осуществлялась путём перевода денег через PayPal. Этот сайт был прежде всего известен за выпуск качественного контента. Начиная с конца 2010-x годов свою популярность приобрёл другой способ монетизации — выпуск эксклюзивного контента в рамках платной ежемесячной подписки на Patreon. Самые известные авторы контента собирают по несколько тысяч подписчиков. Для некоторых популярных создателей платного контента, деньги, полученный с патреона выступают средством для их жизни, оплаты жилья или существенным источником дополнительного денежного дохода.
В 2022 году фанатское сообщество стало всё громче выражать свою озабоченность по поводу поведения одного из создателей платного контента на Patreon, которые обманывали подписчиков и тайно внедряли шпионские программы в свои файлы, чтобы заниматься травлей и доксингом своих подписчиков. На этом фоне создатели The Sims решили запретить взимать плату за пользовательской контент или внедрять в него лицензионную защиту. Это вызвало смешанную реакцию у фанатского сообщества в целом, часть фанатов обрадовалась новости, считая справедливым, что весь пользовательской контент должен быть бесплатным, другая же часть называла подобную меру непомерно жёсткой и вредящей честным создателям платного контента. Сообщество выражало озабоченность по поводу того, что это уменьшит и ухудшит качество пользовательского контента в целом. Именно заработок денежных средств позволяет многим художникам создавать наибольшее количество качественного контента. На фоне волнений, ЕА Games смягчила ограничения, разрешив на «разумный период» публиковать предметы на патреоне в рамках раннего доступа.

### Опасность
Установка модификаций, особенно из сторонних сайтов всегда несёт за собой определённые риски заразить компьютер вирусными программами. Известны случаи, когда некоторые создатели контента внедряли вирусы и шпионские программы, чтобы собирать личные данные жертв. Чтобы обезопасить себя от возможных рисков, рекомендуется скачивать пользовательский контент у известных и признанных создателей контента. The Sims Resource или TSR признан самым надёжным сайтом в плане безопасного контента.
Наиболее печально известный случай вредоносного контента — вышедшая в 2010 году кукла «Girl Doll Dressed» — модифицированная версия плюшевого мишки для малышей в The Sims 3. Этот объект создавал внутри игры многочисленные невидимые копии себя, проникая во все возможные файлы сохранения, из-за чего игра сильно проседала, её файлы сохранения повреждались. Куклу также невозможно было удалить. Любой файл, загруженный из заражённой игры (например участок или семья) также оказывался «заражённым» файлом куклы, и игроки, скачивавшие эти файлы также заражали свои игры. Это вызвало своего рода цифровую эпидемию, распространявшеюся среди пользователей службы обмена The Sims 3 и затем других сайтов с пользовательским контентом. Это в свою очередь вызвало массовую панику в фанатском сообществе. В итоге и разработчики и создатели контента стали работать над поиском решения данной проблемы. Данное событие на долгое время подорвало у игроков доверие к создателям модов.

### Сексуальные модификации
Несмотря на то, что игры серии The Sims разрабатываются с ориентиром на детскую и подростковую аудиторию, The Sims наряду с Second Life стала самой популярной платформой для любителей эротических и сексуальных симуляторов. При наличии модификацией на снятие цензуры и специального пользовательского контента, игре можно было придать откровенно эротичный и даже порнографический вид, а самих персонажей наделить гиперсексуальной внешностью. К 2017 году, в интернете сформировалась целая команда программистов, работающая совместно над порно-модификациями к The Sims 4 и получающая с этого солидные денежные доходы через Patreon. По состоянию на 2017 год, создатели порно-мода WickedWhims зарабатывали ежемесячно более 4000 долларов. Игры серии The Sims стали для многих игроков, в том числе и девочек площадкой по изучению своих сексуальных предпочтений и фетишей, выступая более безопасной и менее стигматизированной альтернативой более «традиционной» порнографии в интернете. Популярные модификации, добавляющие месячные, предохраняющие средства и риски, вязанные с незащищённым сексом сделали из The Sims 4 главную игру о половом просвещении.
Сами игры The Sims в итоге становились одними из лучших «эротических симуляторов», конкурирующими с лучшими играми, намеренно созданными в рамках данного жанра. Также «успех» обусловлен не только модификациями, но и гибкостью игрового процесса, позволяющего например создавать игрокам цифровые копии людей или персонажей, в которых они влюблены и вступать с ними в виртуальные отношения, а также практиковать гетеросексуальные, гомосексуальные и бисексуальные отношения. Большинство секс-модификаций касаются именно женских персонажей для придачи им гиперсексуального вида, контент для мужских персонажей также встречается, но гораздо реже. Это объясняется тем, что вероятно основными потребителями «секс-контента» являются мужчины, хотя по данной информации отсутствуют какие либо демографические статистики. Также причиной может служить культурное табуирование на фоне того, что ещё до недавнего времени, игры, фильмы и прочая медиа-культура создавались в основном мужчинами для мужчин, формируя табуированное отношение к сексуализации мужского тела под предлогом недопустимости гомосексуальных фантазий.
Из-за вышеописанного, игры серии The Sims подвергались в то или иное время давлению со стороны либертарианцев и консерваторов, в частности силами данных людей закрывались или переезжали специализированные сайты, ориентированные на выпуск пользовательских материалов, особенно скинов голых мужчин. Однако консерваторы не могли ничего предпринять против разработчиков, так как речь в итоге всегда шла о сторонних пользовательских модификациях и дополнениях. Сами, сайты, публикующие эротические модификации из-за давления консерваторов вынуждены постоянно вводить ограничительные меры для загрузки, закрываться, или менять адрес доменов.

### Утрата пользовательского контента
Выпущенный пользовательский контент в 2000-е годы, в основном к играм The Sims и The Sims 2 уже утерян или окажется утерянным в ближайшие годы. Связано это с тем, что данный период многие создатели контента публиковали CC на собственных сайтах, многие из которых к 2020-м годам больше не существуют. Поиск и восстановление CC в основном к The Sims 2 выступает важной частью интернет-археологии благодаря найденным уцелевшим архивам на старых носителях игроков.